# Susan Saint James
Susan Jane Miller, bardziej znana jako Susan Saint James (ur. 14 sierpnia 1946 w Los Angeles, w stanie Kalifornia) – amerykańska aktorka filmowa i telewizyjna, modelka. 

## Filmografia

### Filmy fabularne
- 1966: Sława to imię gry (Fame Is the Name of the Game, TV) jako Leona Purdy
- 1968: P.J. jako Linette Orbison
- 1968: Gdzie idą anioły, kłopoty następują (Where Angels Go, Trouble Follows) jako Rosabelle
- 1968: Co w tym złego dobre samopoczucie? (What's So Bad About Feeling Good?) jako Aida
- 1968: Jigsaw jako Ida
- 1970: Cockeyed Cowboys of Calico County jako pani Martha Kidd
- 1972: Magic Carpet (TV) jako Timothea Lamb
- 1976: Scott Free (TV) jako Holly
- 1977: Blues wyjęty spod prawa (Outlaw Blues) jako Tina Waters
- 1978: Nocny szloch (Night Cries, TV) jako Jeannie Haskins
- 1978: Desperate Women (TV) jako Esther Winters
- 1979: Miłość od pierwszego ukąszenia (Love at First Bite) jako Cindy Sondheim
- 1979: Dziewczyny w urzędzie (The Girls in the Office, TV) jako Rita Massaro
- 1979: Seks i samotna matka (Sex and the Single Parent, TV) jako Sally
- 1979: S.O.S. Titanic (TV) jako Leigh Goodwin
- 1980: Jak zmniejszyć wysokie koszty życia (How to Beat the High Co$t of Living) jako Jane
- 1981: Ciemnoskóry duplikat (Carbon Copy) jako Vivian Whitney
- 1982: Nie płacz, to tylko grzmot (Don't Cry, It's Only Thunder) jako Katherine Cross
- 1982: The Kid from Nowhere (TV) jako Samantha 'Sam' Kandal
- 1983: Zabieram tych Ludzi (I Take These Men, TV) jako Carol Sherwood

### Seriale TV
- 1967: Ironside jako Elaine Moreau
- 1967: Ready and Willing jako Julia Preston
- 1968: To bierze złodzieja (It Takes a Thief) jako Stewardesa Anne Edwards
- 1968: Ironside jako Verna Cusack
- 1968-71: Imię gry (The Name of the Game) jako Peggy Maxwell
- 1968-70: To bierze złodzieja (It Takes a Thief) jako Charlie Brown
- 1970: McCloud jako policjantka Keach
- 1971: Alias Smith i Jones (Alias Smith and Jones) jako panna Porter
- 1971-76: McMillan i jego żona (McMillan & Wife) jako Sally McMillan
- 1980: M*A*S*H jako Aggie O’Shea
- 1981: Saturday Night Live jako gość
- 1983: Saturday Night Live jako gość
- 1984–89: Kate i Allie (Kate & Allie) jako Kate McArdle
- 1996: The Drew Carey Show jako Lynn O’Brien
- 2006: Prawo i porządek: sekcja specjalna (Law & Order: Special Victims Unit) jako Monica Bradshaw
- 2011: W garniturach (Suits) jako Joy McAfferty